# Лобач, Анастасия Сергеевна
Анастасия Сергеевна Лобач (бел. Анастасія Сяргееўна Лобач; д. ф. Каменщикова; род. 25 июня 1987, Минск) — белорусская гандболистка, выступающая за Ростов-Дон и сборную Белоруссии.

## Личная жизнь
Во время протестов в Белоруссии в 2020 году Лобач и несколько других белорусских гандболисток призвали власти прекратить насилие к протестующим.

## Достижения
- Лига чемпионов ЕГФ:
  - Бронзовый призёр: 2017, 2018.
- Кубок обладателей кубков ЕГФ:
  - Серебряный призёр: 2014 г.

## Личные достижения
- Лучший бомбардир чемпионата Белоруссии: 2011[5]
- Лучший защитник трофея чемпионов Бая-Маре: 2014[6]